# Айенгар йога
Айенгар йога (на английски: Iyengar yoga) е създадена от Б.К.С. Айенгар, като форма на класическата хата йога. Известна е още с използването на помощни средства като блокчета, колани, чували, възглавници, въжета и др. Те подпомагат за по-лесното и коректно изпълнение на асаните и свеждат до минимум риска от травми. Тези помощни средства правят Айенгар йогата достъпна за всички възрастови групи. За този стил е характерно прецизното подравняване на тялото при изпълнението на асаните, тя има голям терапевтичен ефект.

## За Б.К.С. Айенгар
Разпознат като един от най-големите йога учители по света, Б.К.С. Айенгар е бил роден на 14 декември 1918 година в Белур, Индия в дома на бедно семейство. Той бил 11-о дете от общо тринадесет и при това с лошо здраве и слабо телосложение. Страдал от малария, треска, туберкулоза и недохранване.
На 15 години, след като баща му умира от апандисит, започва да изучава йога при своя зет, Шри Кришнамачаря. Това видимо подобрява здравето му и за три години той до толкова напредва, че бива изпратен в други части на Индия за да преподава йога.
Години по-късно, Айенгар споделя, че макар обучението при Кришнамачаря да е било повратната точка за него, самият Кришнамачаря предричал, че болнавото, сковано момче няма да е добро в изкуството на йога. Той често го пренебрегвал, а когато най-накрая започнал сериозно да се занимава с него, му казвал да не яде, докато не усъвършенства определена асана.
Айенгар става известен на Запад чрез приятелството си с цигуларя Йехуди Менухин, когото започва да обучава на йога през 1952 г. и който през 1954 г. го кани в Швейцария. След това, Айенгар редовно започва да посещава запада и скоро започват да се появяват школи, преподаващи неговия стил.
Една от знаменитите личности, на които е преподавал, е била 80-годишната кралица на Белгия, която той научил да прави стойка на глава.
Първата му книга, „Светлина върху йога“, е издадена през 1966 г. и се превръща в международен бестселър. Тя разглежда основните сълбове в йога, както и представя основните асани, техниката за изпълнение и ползите върху тялото и ума от практиката на всяка една от тях. С годините издава още 14 други книги свързани с йога.
Самият той, на 90-годишна възраст практикувал йога асани по 3 часа и дишане по 1 час всеки ден.
Б.К.С. Айенгар почива на 95 години на 20 август 2014 година в Индия.

## 8-те стълба на йога
- Яма – универсални, морални принципи
- Нияма – лични принципи за вътрешна чистота
- Асана – позите в йога
- Пранаяма – съзнателен контрол на дишането
- Пратяхара – оттегляне от господството на нашите сетива
- Дхарана – концентрация
- Дхяна – медитация
- Самадхи – дълбока медитация

## Иновациите на Айенгар
Айенгар въвежда много иновации в разбирането, практикуването и преподаването на йога. Той разкрива на широкия свят много тайни в това изкуство. Неговата гениалност се основава на способността му през многото години на практика да използва своето тяло, за да изучава различни пози и дихателни практики.
Той е световноизвестен със своя лечителен подход към йога. Гуруджи Айенгар е работил съвместно със западни доктори с огромен успех за преодоляване на проблеми в областта на сърдечните и имунните заболявания, гръбначни и ортопедични проблеми. Този иновативен подход в преподаването и йога терапията идват от използването на камъни, домакински блокчета, маси и други обикновени предмети, с които си помага в ранните си години. Постепенно той адаптира и преобразува класическите асани, така че хората с различни заболявания и тези, които не са гъвкави, да имат подкрепа в позите, без болка или риск от бъдещи увреждания. Много спортисти откриват йога и я използват в развитието на своята концентрация, увеличавайки своята мобилност, и за възстановяване от травми.

## Класът за начинаещи
Начинаещите започват с изучаване на изправени пози, които помагат развитието на сила, стабилност, издръжливост, концентрация и подравняване. Всички асани се представят постепенно, използват се помощните средства и внимателно се наблюдава изпълнението от учител. Преподаването е ориентирано към плавно и устойчиво развитие, вместо към бързите и краткотрайни резултати.

## Специалните акценти на Айенгар йогата
Подравняването (правилното позициониране на тялото), издръжливостта, последователността, както и свързването на една асана с друга са уникални в практиката на Айенгар йогата.
Благодарение на всичко това се работи на много дълбоко ниво – физическо, емоционално и духовно.

## Медитация в движение
Гуруджи Айенгар казва, че в своята практика, човек може да изпита Дхяна, или активна медитация, чрез своето движение. Повечето хора възприемат медитацията като нещо пасивно. Успокояването на ума в поза на дадена асана, така че всички ментални функции да са притихнали, се нарича пасивна медитация.
Динамичната медитация се появява, когато човек се вглъби напълно в изпълнението на асаните, а умът е концентриран във всяко движение и позиция на тялото. За тази медитация в движение Айенгар казва:
| „ | Аз въвеждам концентрация в тялото, докато ви уча на асани и пранаяма (дишане, бел.ав.). Карам ви да наблюдавате тялото и ума във всяка асана. Докато правите йога, вие наблюдавате една точка от тялото си и в същото време цялото тяло. Това помага да развиете изкуството на концентрацията и тя да прерасне естествено в медитация. | “ |

## Айенгар йога учителите
Поради високите изисквания на стила и акцента върху правилното изпълнение на асаните, всеки учител по Айенгар йога преминава дълго обучение и бива сертифициран по международните изисквания, дадени от г-н Айенгар. Подготовката само за първото ниво (Introductory I) отнема 6 години и включва ежедневни практики с учител, както и задълбочено изучаване на анатомия.
Списък с всички сертифицирани учители по света има на сайта на Б.К.С. Айенгар.

### В България
В България към момента има сертифицирани преподаватели, намиращи се в София, Варна, Велико Търново,Бургас, Русе и Пловдив

## Преведена Айенгар литература в България
- „Светлина върху йога“ – издателство Изток Запад, ISBN 954-8945-41-X
- „Светлина върху пранаяма“ – издателство Изток Запад, ISВN 9789543214563
- „Йога за всеки – Практическа енциклопедия“ на Джуди Смит – издателство Софтпрес ISВN 9789546856173, книгата е с фокус върху Айенгар йога стила.